# 宮代事件
宮代事件（みやしろじけん）とは、1980年（昭和55年）3月21日、埼玉県南埼玉郡宮代町で発生した強盗殺人・放火事件のこと。宮代町母子殺人放火事件などとも呼ばれる。
犯人とされた兄弟のうち、兄は死刑、弟は無期懲役が確定した。

## 事件概要
- 1980年3月21日未明、宮代町内の民家から出火しているのを近隣住民が発見し、消火したが、2階から家主の妻（当時51歳）と大学生の長男（当時22歳）の遺体が発見された。2人は絞殺されており、殺人・放火事件として杉戸警察署に捜査本部が設置された。
- 4月20日、栃木県警は3月31日に栃木県日光市で発生した強盗傷害事件で、兄弟（兄は当時23歳、弟は同20歳）を逮捕した。手口が似ていたことから、埼玉県警は栃木に捜査員を派遣し、兄弟を宮代事件で事情聴取した。
- やがて兄弟は犯行を認め、5月20日、強盗殺人と放火の容疑で逮捕された。兄と被害者の長男はバイト先の同僚で、長男がバイト代を貯金していることを知っており、その金を狙ったという。深夜、被害者宅に侵入して物色していたが、妻に気付かれて殺害。さらに、長男が帰宅したため、長男も殺害し、手提げ金庫を奪った後、証拠隠滅のために放火した。近隣住民が気付いたため、火はすぐに消し止められた。
- 逮捕後、兄弟は再び否認に転じ、6月11日、証拠不十分で不起訴となったが、30日になって改めて起訴された。
- 兄弟は宮代事件のほか、強盗致傷・窃盗など6件で起訴されたが、殺人放火事件については公判でも一貫して否認した。1985年（昭和60年）9月26日、浦和地裁（現：さいたま地裁）は求刑通り、兄に死刑、弟に無期懲役判決。両名とも控訴。1992年（平成4年）7月29日、東京高裁は兄弟の控訴を棄却。両名とも上告したが、弟は取り下げて無期懲役が確定。1998年（平成10年）10月8日、最高裁は兄の上告を棄却。兄の死刑が確定した。
- 2021年現在、兄は東京拘置所に収監されている。

### 冤罪説
以下のことから、現在でも冤罪説が囁かれ、兄は再審請求中である。
- 別居中だった被害者の夫（当時52歳）が兄弟より前に犯行を自供している。
- 警察が兄弟の母親に対し、強引な事情聴取を行った。
- 警察が兄のアリバイを証言した女性に対し、強引な事情聴取を行い、女性が失踪するに至った。
- 兄弟によれば、取り調べの際、警察官から脅迫まがいの言動を受けた。「わからず屋に何を言っても無駄だ」と思い、自供に至った。裁判官なら真相を見抜いてくれると思ったとのことである。
- 首の索状痕と自白が一致しない。
- 自白の放火方法と現場の状況が一致しない。
- 金品を物色した形跡がない。
- 格闘の形跡がない。
- 現場から持ち出したという手提げ金庫は発見されていない。
- 被告人に発見された記念硬貨が盗品とされているが、多数発行されたもので証拠とはいえない。